# Paulette Goddard
Paulette Goddard (eredeti nevén: Marion Levy; Queens 1910. június 3. – Ronco sopra Ascona, Svájc, 1990. április 23.) Oscar-jelölt amerikai színésznő Hollywood aranykorában.
Goddard Manhattanben született, és Kansas Cityben, Missouriban nevelkedett. Kezdetben gyermek divatmodellként dolgozott, és feltűnt néhány Broadway-produkcióban is. Az 1930-as évek elején Hollywoodba költözött, és Charlie Chaplin romantikus partnereként lett ismeretes, akivel a Modern idők (1936) és A diktátor (1940) című filmekben is együtt szerepelt. Később Goddard a Paramount Pictures stúdió egyik legnagyobb sztárja lett, olyan filmekben játszott, mint a The Cat and the Canary (1939), Az asszony (1939), North West Mounted Police (1940), Arat a vihar (1942), So Proudly We Hail! (1943) (amelyért Oscar-díjra jelölték mint legjobb női mellékszereplőt), Kitty (1945) és A legyőzhetetlen (1947). 
Házasságai jelentős médiavisszhangot kaptak. Erich Maria Remarque-hoz fűződő házassága után Goddard Svájcba költözött, és nagyrészt visszavonult a színészkedéstől. Az 1980-as években jelentős társadalmi életet élt, mielőtt 1990-ben Svájcban elhunyt.

## Fiatalkor
Goddard New York városában született, Marion Levy néven, Joseph Russell Levy lányaként, aki egy jómódú szivariparos fia volt Salt Lake Cityből, édesanyja Alta Mae Goddard volt. Az apja orosz zsidó származású volt, míg az anyja angol ősökre visszavezethető episzkopális vallású volt. Bár Marion névre keresztelték, anyja fiatal korától fogva Pauline-nek hívta. Goddard szüleivel Kansas Citybe, Missouriba költözött, ahol az apja egy filmvállalatnál dolgozott. Nem sokkal ezután a szülei különváltak, majd 1926-ban elváltak. Goddard elmondása szerint az apja otthagyta őket, de J. R. Levy szerint Alta elszöktette a gyermeket. A gyámsági per elkerülése érdekében anyjával gyakran költöztek gyermekkorában, beleértve a Kanadába való költözést is. Goddard csak az 1930-as évek végén találkozott újra apjával, miután híressé vált. Egy a Collier's magazinban 1938-ban megjelent interjúban Goddard azt állította, hogy Levy nem az ő biológiai apja. Erre válaszul Levy pert indított lánya ellen, állítva, hogy az interjú tönkretette a hírnevét és munkáját, és anyagi támogatást követelt tőle. Goddard egy másik interjúban elismerte a vereségét az ügyben, és hetente 35 dollárt fizetett apjának.
Szülei válása után Goddard modellkedésbe kezdett, dolgozott a Saks Fifth Avenue-nél, Hattie Carnegie-nél és más helyeken. Fiatalkorában fontos szerepet töltött be az életében édesanyja apai nagybátyja, Charles Goddard, az American Druggists Syndicate tulajdonosa. Ő segítette Goddard karrierjét, bemutatva őt Florenz Ziegfeldnek. Goddard 1926-ban debütált a színpadon táncosként Ziegfeld nyári revüjében, a No Foolin'ban, ekkor már Paulette Goddard művésznéven. Ziegfeld felkérte, hogy szerepeljen egy másik musicalben is, a Rio Ritában, amely 1927 februárjában debütált. Goddard mindössze három hét után elhagyta a produkciót, hogy a The Unconquerable Male című darabban játsszon. Utóbbi darab bukás volt, és mindössze három napig játszották Atlantic Cityben. Charles Goddard mutatta be Edgar Jamesnek, a Southern Lumber Company elnökének, akivel Goddard 1927. június 28-án Rye-ban, New Yorkban házasságot kötött. A házasság rövid ideig tartott, és 1929-ben különváltak; de csak 1932-ben végződött a válás Nevadában. A színésznő 375 000 dolláros válópénzt kapott.

## Filmes karrier
Goddard először 1929-ben látogatott el Hollywoodba, amikor két filmben is kredit nélküli statisztaként szerepelt: Laurel és Hardy rövidfilmjében, a Berth Marksban (1929), valamint George Fitzmaurice drámájában, a The Locked Door (1929) című filmben. Edgar Jamestól való válása után Goddard és édesanyja rövid időre Európába utaztak, majd visszatértek Hollywoodba. Hazatérése után Goddard aláírta első film szerződését Samuel Goldwyn producerrel, hogy a Whoopee! (1930) című filmben szerepeljen. Ezen kívül szerepelt a Nagyvárosi utcák (1931), a Ladies of the Big House (1931) és a The Girl Habit (1931) című Paramount-filmekben, a Palmy Days (1931) című Goldwyn-filmben és a The Mouthpiece (1932) című Warners-filmben. Mivel Goddard és Goldwyn nem jöttek ki jól egymással, Goddard 1932-ben elkezdett dolgozni a Hal Roach Studiosnál, ahol a következő négy évben számos kredit nélküli mellékszerepben tűnt fel.

### 1932–38: Charlie Chaplin és David Selznick
A Hal Roachhoz való csatlakozásával egy időben Goddard elkezdett randizni Charlie Chaplinnel, ami jelentős figyelmet kapott a sajtótól. Fordulópontot jelentett Goddard karrierjében, amikor Chaplin főszereplőjének választotta a következő kasszasikerében, a Modern idők (1936) című filmben. Szerepe szerint egy árva lányt játszott, aki elszökik a hatóságok elől, és a "Csavargó" társa lesz. Ez volt Goddard első igazán elismert szerepe, amiért főként pozitív kritikákat kapott.
A Modern idők (1936) sikerét követően Chaplin más projekteket tervezett Goddard számára, de a rendező lassan dolgozott, és Goddard aggódott, hogy ha túl sok idő telik el két projektje között, a közönség elfelejti őt. Aláírt egy szerződést David O. Selznickkel, és Janet Gaynor oldalán szerepelt a The Young in Heart (1938) című vígjátékban. Selznick, aki elégedett volt Goddard teljesítményével. komolyan fontolgatta őt Scarlett O'Hara szerepére az Elfújta a szél (1939) című romantikus drámában. Az első próbafelvételek meggyőzték Selznicket és a rendezőt, George Cukort, hogy Goddard-nak komoly felkészítésre lenne szüksége ahhoz, hogy hatékony legyen a szerepben. 1938 decemberére Selznick két opcióra szűkítette a listát: Goddard-ra és Vivien Leigh-re. Goddard végül nem kapta meg a szerepet, ami több tényezőnek is tulajdonítható. Különösen Russell Birdwell, Selznick reklámosztályának vezetője volt komoly fenntartással Goddarddel kapcsolatban: "Röviden, szerintem ő egy dinamit, amely a mi arcunkban fog felrobbanni, ha odaadjuk neki a szerepet." Chaplin életrajzírója, Joyce Milton szerint Selznick aggódott a jogi kérdések miatt is, félt, hogy a színésznő stúdiószerződése esetleg ütközhet Chaplin stúdiójának már meglévő szerződéseivel. 
Ebben az időszakban David O. Selznick kölcsönadta Paulette Goddard-t két film erejéig az MGM-nek A nagy szerep (1938) és a teljes női szereplőgárdás Az asszony (1939) című alkotásokhoz. Az első film, melyben Luise Rainer is játszott, vegyes kritikákat kapott, és nem sikerült megragadnia a közönséget. Utóbbi alkotás, melyet George Cukor rendezett, az év egyik legsikeresebb filmjévé vált. Miriam Aarons szerepével kapcsolatban a filmkritikus, Pauline Kael később megjegyezte Goddard-ról, hogy "kiemelkedő, szórakoztató" alakítást nyújt a filmben.  

### 1939–49: Paramount
1939-ben Goddard szerződést kötött a Paramount Pictures stúdióval. Szerepelt Bob Hope komikussal a The Cat and the Canary (1939) című horror-vígjátékban. A film fordulópontot jelentett mindkettőjük karrierjében, és további filmekben dolgoztak együtt, mint a The Ghost Breakers (1940) és a Nothing but the Truth (1941). Goddard olyan színészekkel játszott együtt a Táncoljunk együtt! (1940) című musical-vígjátékban, mint Fred Astaire, Artie Shaw vagy későbbi férje, Burgess Meredith. Előbbi két színész lesújtóan vélekedett a kész filmről: Astaire például karrierje legrosszabb döntéseként hivatkozott a filmre. Chaplin rendezésében A diktátor (1940) kritikai és közönségsikert aratott. Mivel házasságuk később megromlott, ez volt az utolsó közös filmjük.    
1940-ben Goddard Cecil B. DeMille westernjében, a North West Mounted Police (1940) című filmben játszott. Ez volt az első drámai szerepe a Paramount stúdiónál, s az alkotás az év tíz legjobban teljesítő filmje közé került. Emellett egy másik zenés-vígjátékban is szerepelt, a Pot o' Gold (1941) című filmben James Stewart oldalán, amelyet a következő évben mutattak be. Másik 1941-es filmje, a Hold Back the Dawn pozitív kritikákat kapott.     
1942-ben Goddard emlékezetes alakítást nyújtott a Star Spangled Rhythm (1942) című musicalben, amelyben Dorothy Lamourral és Veronica Lake-kel közösen előadták "A Sweater, a Sarong, and a Peekaboo Bang" című dalt. A stúdió ebben az időszakban rendelte mellé Ray Millandot mint lehetséges kollaborációs színészpartnert a filmvásznon. Első közös filmjük, a The Lady Has Plans (1942) című alkotás a kritikusoknál és a közönségnél is megbukott. Azonban hamarosan újra együtt dolgozott vele és DeMille-lal a Reap the Wild Wind (1942) című kalandfilmben. A filmben John Wayne és Susan Hayward is szerepelt, és Goddard egy Scarlett O'Hara típusú szerepet játszott. A film a stúdió legjobban teljesítő filmje lett az évben. Harmadik közös filmjüket, a The Crystal Ballt 1943-ban mutatták be, de csak mérsékelt bevételt hozott. Ugyanebben az évben Goddard szerepet játszott a So Proudly We Hail! című filmben Claudette Colbert és Veronica Lake oldalán. A színésznő teljesítményét Oscar-jelöléssel jutalmazta az Amerikai Filmakadémia. Az ezt követő évben újra együtt dolgozott az előbbi film egyik sztárjával, Sonny Tuftsszal az I Love a Soldier (1944) című filmben.     
1944 májusában Goddard megállapodott a Paramount stúdióval, hogy hét év alatt évi két filmet forgatnak együtt. Ennek a megállapodásnak az első produktuma a Kitty kosztümös dráma (1945) volt, amelyben újra Milland oldalán szerepelt. A filmhez Goddard-nak meg kellett tanulnia a cockney akcentust, amit Connie Lupino, Ida Lupino színésznő édesanyja tanított meg neki. A filmet a következő évben mutatták be, és a stúdió legnagyobb sikerű filmjévé vált. A következő évben az Egy szobalány naplója (1946) című filmben ismét férje, Burgess Meredith oldalán tűnt fel.      
Az 1947-es év főleg kudarcokat tartogatott a színésznő számára. A legyőzhetetlen és Az ideális férj is elhasalt a mozikasszáknál. Előbbi film egyébként nyereséges lett volna a Paramount számára, ám a forgatási idő megnövekedésével több pénzt kellett ölni az alkotásba, így a végén veszteséget halmozott fel. A kritikusok az alkotás cselekményét kritizálták, de Goddard és Cooper pozitív kritikákat kapott. A film forgatása során Goddard és DeMille összeszólalkozott egy veszélyes kaszkadőr mutatvány elvégzése miatt, amit Goddard vonakodott megcsinálni. Az eszményi férj háttérmunkálatai sem voltak feszültségmentesek, ideértve egy stábbéli sztrájkot is, ami Goddard svéd származású fodrásznőjének alkalmazása miatt robbant ki. Többeket zavart, hogy a színésznő egy svéd fodrásznőt alkalmaz a munkavégzésre egy angol fodrásznő helyett. A film általánosan  rosszul teljesített a nézettséget illetően, mivel a radikális cionista csoport, a Sons of Liberty a Palestine Mandate kapcsán bojkottálta a filmet (több másik brit film mellett). A következő évben Goddard újra együtt dolgozott Meredith-tel az On Our Merry Way (1948) című vígjátékban. Ugyanebben az évben Meredith-et a House Un-American Activities Committee (Amerika-ellenes tevékenységet vizsgáló bizottság) vizsgálata után hollywoodi feketelistára tették (Chaplin is feketelistára került később). Goddard két filmben is játszott MacDonald Carey-vel: a Hazard (1948) és Bride of Vengeance (1949) című alkotásokban; a Paramount kölcsönadta Goddard-ot a Columbia Picturesnek az Anna Lucasta (1949) című film noirhoz. Mindhárom film veszteséges volt, így Goddard 1949-ben elhagyta a stúdiót.      

### 1950–58: Szabadúszóként és televíziós színésznőként
Miután Goddard elhagyta a Paramountot és elvált Meredithtől, főszerepet vállalt egy mexikói-amerikai filmben, a The Torch-ban (1950), amelynek társproducere is volt. A következő évben debütált a televízióban a Four Star Revue (1950-1953) egyik epizódjában. Filmjei, mint a Vice Squad (1953) és Sins of Jezebel (1953) aligha hozták meg azt a szakmai sikert és figyelmet, mint Goddard korábbi filmjei. Utolsó filmje, amiben főszerepet játszott, A Stranger Came Home (1954) című film volt, amit a The New York Times a következőképpen értékelt: "Egy harmadosztályú brit bűnügyi történet... Még néhány ilyen film... és Miss Goddard talán karrierjének darabjait gyűjti majd össze". Ugyanebben az évben Goddard vendégszerepelt a Sherlock Holmes (1954-1955) második epizódjában, amelyben Ronald Howard (Leslie Howard fia) játszotta Holmes szerepét. Más sorozatokban is feltűnt, mint az Adventures in Paradise (1959-1962), a The Errol Flynn Theatre (1956-1957), a The Joseph Cotten Show (1956-1957) vagy a The Ford Television Theatre (1948-1957).

## Magánélete
Goddard 1927. június 28-án ment férjhez a jóval idősebb Edgar Jameshez. A pár Észak-Karolinába költözött. Két évvel később szétváltak, és 1932 januárjában el is váltak.  
1932-ben Goddard Charlie Chaplinnel volt párkapcsolatban, és beköltözött Beverly Hills-i otthonába. A "feleségem" kifejezéstől eltekintve, amit A diktátor című film 1940. októberi bemutatóján használt Chaplin Goddard-ra, sem Goddard, sem Chaplin nem kommentálta nyilvánosan házassági státuszukat. 1942. június 3-án Goddard Mexikóban nyújtotta be a válókeresetet, amelyet másnap jóvá is hagytak. Bár Goddard állítása szerint Chaplinnel már 1936 júniusában megházasodtak Kantonban, Chaplin azt mondta rokonoknak, hogy csak élettársi viszonyban éltek. Mindazonáltal a kettőjük közötti barátság a kapcsolat lezárása utána is megmaradt, és Goddard továbbra is jó viszonyt ápolt Chaplin két idősebb fiával, Charles Chaplin Jr.-ral és Sydney Chaplinnel. 
1940-ben Goddard Mexikóba utazott a Look magazin forgatására ("Paulette Goddard felfedezi Mexikót"), ahol megismerkedett Diego Riverával. Amikor Rivera politikai tevékenysége miatt halálos fenyegetéseket kapott, menekülnie kellett Mexikóból, s Goddard is elkísérte a férfit Kaliforniába. Egy másik cikk a Look magazinban "Kaland és Mexikó – Paulette Goddard segít Diego Riverának" címmel jelent meg. Riverával való ismertsége miatt az FBI hamar megfigyelés alá helyezte a színésznőt, hogy kivizsgálja politikai véleményét és tevékenységét.  
1944 májusában Goddard házasságot kötött Burgess Meredith-tel. 1944 októberében elvetélt közös gyermekükkel; ez volt az egyetlen terhessége, amelyről beszámoltak, és egyik házasságából sem született gyereke. Házasságuk későbbi szakaszában Meredithet feketelistára tették Hollywoodban. Útközben egy premierre, a két sztárt üvöltő tömeg vette körül, és "Kommunisták!" kiáltásokkal zaklatták őket; az akkori beszámolók szerint a verbális atrocitást követően Goddard férje felé fordult, és így szólt: "Lehúzzam az ablakot, és arcon vágjam őket a gyémántjaimmal, Bugsy?" 1949 júniusában elváltak egymástól. 
1958-ban Goddard férjhez ment a tizenkét évvel idősebb Erich Maria Remarque íróhoz. Okos befektetéseinek köszönhetően lényegében visszavonult a színészkedéstől, és a férjével Svájcba költöztek. Időnként színészkedett azért, szerepet vállalt például a Time of Indifference (1964) című olasz filmben és egy kisebb szerepben a The Snoop Sisters (1972-1974) pilotepizódjában. Remarque 1970. szeptember 25-én halt meg Locarnóban, ezután a színésznő sohasem házasodott újra.  
Saját vagyona mellett Goddard több jelentős európai ingatlant és kortárs művészeti gyűjteményt örökölt Remarque-tól, ami tovább bővítette már meglévő vagyonát. New York-ban előkelő társasági életet élt: számos ismert kulturális eseményen vett részt. Olyan ismert művészekkel mutatkozott, mint Andy Warhol, akivel sok éven keresztül tartó barátságot ápolt a képzőművész 1987-ben bekövetkezett haláláig.
Goddard 1975-ben kezelésen esett át mellrák miatt, amely minden jelentés szerint sikeres volt.

## Halála és öröksége
Goddard 1990. április 23-án, 79 évesen hunyt el svájci otthonában. Halálának oka szívelégtelenség volt. A svájci Ronco Village temetőben nyugszik, Remarque és édesanyja mellett. 
A színésznő legfontosabb öröksége sokszínű filmes karrierje: négy évtizedes színészi pályája során számos illusztris szereplőgárdával és rendezővel dolgozott együtt. Emellett megemlíthető 20 millió dolláros adománya a New York-i Egyetemnek (NYU) vagy a Goddard Hall, egy lakóház az elsős egyetemisták számára Greenwich Village-ben az NYU-nál, ami tiszteletből az ő nevét viseli.

### Ábrázolása
A The Scarlett O'Hara War (1980) című tévéfilmben Gwen Humble, az 1992-es Chaplin című filmben Diane Lane, míg színpadon, a Puma (2011) című színdarabban Natalie Wilder játszotta Goddard-t. Utóbbi színházi darabot Julie Gilbert írta, aki egyben az Opposite Attraction: The Lives of Erich Maria Remarque and Paulette Goddard (1995) című mű szerzője is.

## Filmográfia (válogatás)
- 1929: Berth Marks
- 1932: Pack Up Your Troubles
- 1936: Modern idők (Modern Times)
- 1938: Dramatic School
- 1938: The Young in Heart
- 1939: The Women
- 1939: The Cat and the Canary
- 1940: Second Chorus
- 1940: A diktátor (The Great Dictator)
- 1940: Northwest Mounted Police
- 1941: Pot o’ Gold
- 1941: Hold Back the Dawn
- 1942: Reap the Wild Wind
- 1942: The Forest Rangers
- 1942: Star Spangled Rhythm
- 1943: So Proudly We Hail!
- 1944: Standing Room Only
- 1945: Kitty
- 1946: The Diary of a Chambermaid
- 1947: Unconquered
- 1947: Suddenly It’s Spring
- 1947: An Ideal Husband
- 1948: Hazard
- 1949: Anna Lucasta
- 1950: The Torch
- 1952: Babes in Bagdad
- 1953: Charge of the Lancers
- 1953: Paris Model
- 1953: Vice Squad
- 1954: A Stranger Came Home
- 1963: Gli indifferenti
- 1972:'The Snoope Sisters (egy epizód)